# Darian Kinnard
(en) Statistiques sur pro-football-reference
Darian Kinnard (né le 29 décembre 1999 à Youngstown dans l'Ohio) est un sportif professionnel américain de football américain jouant au poste d'offensive tackle dans la National Football League (NFL) depuis la saison 2022 et pour les Eagles de Philadelphie depuis la saison 2024.
Au niveau universitaire, il a joué pendant quatre saisons dans la NCAA Division I FBS pour les Wildcats de l'université du Kentucky (2018–2021) avant d'être sélectionné en 145e choix global lors du cinquième tour de la draft 2022 de la NFL par la franchise des Chiefs de Kansas City. 
Avec les Chiefs, il ne participe qu'à un seul match en 2022 et après avoir été libéré, intègre leur équipe d'entrainement en 2023. Il remporte néanmoins au cours de ses deux premières saisons professionnelles les Super Bowls LVII et LVIII, sans en disputer le moindre snap.
En 2024, il signe avec les Eagles de Philadelphie. Il participe à deux matchs de la saison régulière dont son premier match en tant que titulaire à l'occasion du dernier match joué contre les Giants de New York, les titulaires étant mis au repos en vue de la série éliminatoire à venir. Au terme de série éliminatoire, il remporte le Super Bowl LIX à nouveau sans y disputer le moindre snap,, son troisième consécutif, exploit uniquement réalisé jusque là par Ken Norton, Jr..

## Palmarès

### En NCAA
- Reconnu jour All-American par consensus en 2021[2] ;
- Sélectionné dans la 1re équipe de la Southeastern Conference (SEC) en 2020 et 2021[2] ;
- Vainqueur du Jacobs Blocking Trophy (en) en 2021[13].

### En NFL
- Vainqueur des Super Bowls LVII (saison 2022), LVIII (saison 2023 et LIX (saison 2024)[1].